# 圣马萨尔
圣马萨尔（法語：Saint-Marsal，法語發音：[sɛ̃ maʁsal] ⓘ），又称圣马萨勒，是法国东比利牛斯省的一个市镇，属于塞雷区。

## 地理
圣马萨尔（42°32'16"N, 2°37'16"E）面积15.36 平方千米，位于法国奧克西塔尼大區东比利牛斯省，该省份为法国大陆部分最南部的省份，涵盖了北加泰罗尼亚，北起奥德省，西接阿列日省和安道尔，南与西班牙接壤，东临地中海。
与圣马萨尔接壤的市镇（或旧市镇、城区）包括：普吕内和贝尔皮奇、卡尔梅耶、塔耶特、蒙博洛、托利斯、科尔萨维、拉巴斯蒂德。

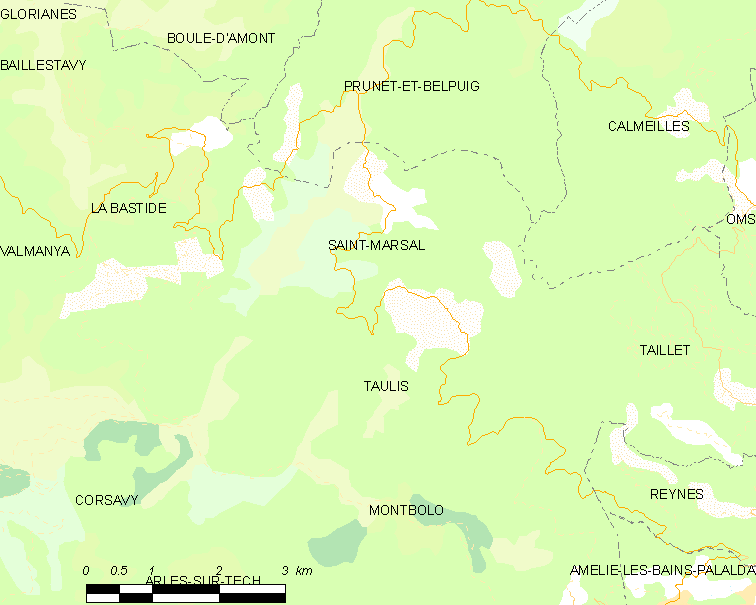
圣马萨尔的OSM定位图

圣马萨尔的时区为UTC+01:00、UTC+02:00（夏令时）。

## 行政
圣马萨尔的邮政编码为66110，INSEE市镇编码为66183。

## 政治
圣马萨尔所属的省级选区为勒卡尼古县。

## 人口

1962-2008年间圣马萨尔人口变化图示

圣马萨尔于2022年1月1日时的人口数量为73人。